# Polyplax praomydis
Polyplax praomydis är en insektsart som beskrevs av Bedford 1929. Polyplax praomydis ingår i släktet Polyplax och familjen ledlöss. Inga underarter finns listade i Catalogue of Life.